# Рио (Италия)
Вижте пояснителната страница за други значения на Рио.
Рѝо (на италиански: Rio) е община в Централна Италия, провинция Ливорно, регион Тоскана. Административен център на общината е село Рио Марина (Rio Marina), което е разположено на 10 m надморска височина. Населението на общината е 3342 души (1 януари 2023).
Общината е създадена в 1 януари 2018 г. Тя се състои от предшествуващите общини Рио Марина и Рио нел'Елба. Това е една от седемте общини в острова Елба. И малките острови Палмайола и Черболи се управляват от общината Рио.